# 越南天主教學院
越南天主教學院，成立於2016年9月14日，是越南一所由羅馬天主教會開辦的大學，是1975年南越滅亡後、天主教會再次在越南辦學。學院目前借用越南主教團總部為校址，首任校長為春祿教區助理主教丁德道。
政府於2015年底向學院發出許可，而大學的架構及地位亦已經獲得越梵雙方批准。2016年學年有二十三名學生修讀第一個神學碩士課程，大部分是來自全國教區和修會的神父。學院將會頒授教會證書、學士及博士學位，並將會提供心理學、科學、教會法及其他課程。